# 横田宗
横田 宗（よこた はじめ、1976年3月20日 - ）は東京都八王子市出身の日本人社会起業家、特定非営利活動法人アクション代表。

## 人物
学校の勉強が大の苦手で席に座っていられない為、小学校時代は4年生まで先生の隣に特別席が設けられ、全員の前で授業を受けていた。また吃音持ちのため、人前で話すのが苦手であった。
東京都立第二商業高等学校入学後も勉強に対する苦手意識は変わらず、見かねた親の勧めで東京都が募集するボランティア養成講座に参加し、4泊5日の身体障害者施設でのボランティアに参加する。銃で撃たれ下半身不随になった元暴力団員の男性や、自殺未遂をして両足を切断した女性など、様々な背景を持ちながらも真剣に話をしてくれた大人たちに興味を持ち、週に1度のボランティア活動を始める。
高校3年次には、20世紀最大の噴火と言われるフィリピン・ピナトゥボ火山の噴火で被災した孤児院の存在を知り、フィリピンを訪問。当時は英語も現地の言語であるタガログ語も全く話せなかった。噴火の土石流で壊れた壁の修復を手伝うボランティア活動を行なったが、滞在中は逆に現地の人々にお世話になるばかりだった。現地の人々へ恩返しがしたいという想いで1994年にACTIONを設立。孤児院の修復のため、フィリピンへのボランティアツアーを企画・実施するようになる。
一連のボランティア活動が評価され、亜細亜大学の一芸一能推薦枠で入学。同枠での過去の入学生にはアルピニスト野口健がおり、自身のWEBサイトで横田に触れている。「彼は学生時代からフィリピンの孤児院の修復や設備の更新の実現の為にボランティアグループACTIONを設立した。その後も着実に実績を積み重ね表彰された。彼も僕と同じく亜細亜大学に一芸一能入試枠で入学。ボランティアへの強い意志に大学側が期待したのだろう。」とコメントしている。 
大学在学中にはACTIONの活動を続けながら、インドやルーマニアの孤児院で活動。途中休学し、内戦後のルワンダやケニヤ、ウガンダで戦災孤児支援等の活動を実施している。 
アクションの活動の一つである児童養護施設や少年院、貧困地域の子ども達に空手を指導する「空手のチカラ」は横田のライフワークとなっている。これは、極真空手の黒帯であった横田が、2004年に極真会館（松井章圭館長）フィリピン支部マグサイサイ道場を孤児院ジャイラホーム内に開設したのが始まりとなっている。またマニラ首都圏に本部を置く、アジア開発銀行内にあるアジア開発銀行空手部の創設者でもある。
現在はシンガポールに本部を置く国際空手道連盟極真流（ピーター・チョン館長）の顧問である。 
2014年に雑誌「BRUTUS」の取材でフリーアナウンサーの平井理央がフィリピンを訪れた。平井は同雑誌内にて横田に対する印象として「大胆で行動力がある人という印象でしたが、加えてしなやかな強さがあり、それが活躍の秘訣だと思いました。」とコメントし、横田の力を「発動力」としている。 
イギリスの英国放送協会で人気のTop Gearフィリピン版、Top Gear Philippineで日本の交通安全や免許制度などに関する情報発信をしている。
中でも日本の自動車教習所を取材した動画 “Driving School in Japan” は2019年のフォード財団、ヘンリー・フォード賞”Best Automotive Video Feature”を受賞した。 
2020年に女性アイドルグループ・AKB48の元メンバーで「チームK」時代はリーダーも務めていた秋元才加と「国際ガールズ・デー」に関する対談を行う。秋元は日本人の父とフィリピン人の母をもつダブルであり、フィリピン観光親善大使を務める国際派俳優。
その対談の中で、横田はフィリピンの女性と子どもを守るシステムについて「フィリピンには子どもの虐待や夫の暴力に関しても、すぐに通報できる窓口がバランガイ役場にあります。バランガイは日本の町内会にあたる地方自治団体なのですが、役場のスタッフは、きちんと選挙で選ばれます。夫婦喧嘩レベルでも、このバランガイ役場が仲裁に入ります。役場には留置所のような場所もあって、そこに入れられることも。」と日本よりも進んでいる面があると語っている。
2023年、国際協力機構（JICA）の広報誌の取材としてフィリピンを訪れたお笑い芸人・山里亮太が国際協力の現場視察の一環としてACTIONを訪問する。
フィリピンの社会福祉開発省が選ぶ2023年度の「優れた社会福祉開発団体賞」を受賞する。マニラ新聞によると今回が第一回のこの賞はフィリピン全国から選ばれた社会福祉に関わる10団体を表彰。アクションは日系唯一の受賞団体となっている。横田は今回の受賞に対して「多くの支援者の皆さん、そしてACTIONを信頼して活動に参加してくれる子ども達。みんなで貰った賞です。本当にありがとうございます！」と喜びの声を伝えている。 

## 活動

### 日本での活動
大学卒業と同時に東京都武蔵野市とフィリピンにACTIONの事務所を設置した。フィリピンへのボランティアツアーを毎年企画し、年間200名の日本人をボランティアとしてフィリピンに派遣しており、2023年までに参加者は延べ4,000人を超える。
ボランティアツアーの活動内容は多岐にわたり、児童養護施設のインフラ整備、先住民族への医療支援、貧困地域での教育環境整備等、現地が必要とする内容を実施してきた。
2001年には国立オリンピック記念青少年総合センター施設完成記念全国青少年総合フェスティバル開会式典において、横田が青年代表として皇太子（今上天皇徳仁）の前で活動発表を行った。 
2004年からは武蔵野市教育委員会との協働事業「世界を知る会」が開始。市内の小学生を対象に、市内在住の外国人との交流や、フィリピンの小学生との文通やビデオ通話など、日本にいながら世界を身近に感じることのできる授業を武蔵野市国際交流協会（MIA）や小中学校の教員、国際協力機構（JICA）と協働で展開している。
2016年からは武蔵野地域の子ども達を対象とした「教育のチカラ（コドリーム）」を開始し、武蔵野市において算数教室を運営している。 

### フィリピンでの活動
1994年に孤児院修復活動を開始した以降、主に孤児院の施設建設や、視覚聴覚障害児の学校建設、フィリピンの先住民族アエタ族の収入向上支援やストリートチルドレン支援など社会的弱者をサポートする活動を実施している。
2009年からフィリピンの貧困地域の女性の収入向上支援事業を開始。マニラ首都圏マラボン市において、貧困層の女性約20名を組織化し、菓子の袋を再利用した雑貨の製作を開始。「エコミスモ」というブランド名で財布や名刺入れなど、13種類の通信販売を始める。エコミスモとは「エコ」と現地語の「ミスモ（そのもの）」の造語。製品の売り上げの約3割を人件費に回し、貧困地域の母親たちの経済基盤を確保したことが評価され、国際交流基金が優れた国際文化交流団体に贈る「地球市民賞」を2010年に受賞。
エコミスモの取り組みは中学校公民の資料集にも掲載されている。 
2011年に都内で美容室を複数店舗経営する『みんなの株式会社』代表 北原義紀氏と出会い、日本の美容師がフィリピンを訪れ、孤児院や盲ろう学校にてボランティアでヘアカットを行う「ハサミノチカラツアー」を企画。
その後「カットするだけではなく、美容師になりたいこども達を集めて、彼らが手に職をつけるためのサポートも大切ではないか」という思いから2013年に「ハサミノチカラアカデミー」を開校。フィリピン・中部ルソン地域にある13の孤児院の子どもを対象に、日本のヘアカット技術を習得しプロの美容師になるための3年間のプログラムを開始、トレーニングセンターをフィリピン・オロンガポ市に開設する。フィリピンでは人々の美容への意識が高まる一方で、美容師という職業に資格は不要であり、確固としたスキルがあれば、都市のサロンや町の床屋に就職できる機会を得ることができる。 
2013年からは「児童養護施設の養育体制強化を通じたこども達の成長と自立を促進するプロジェクト」を国際協力機構(JICA)の草の根技術協力事業として開始。児童福祉施設職員であるハウスペアレントに対する適切な規程や研修が無かった事から、政府と協働で研修教材や規程を作成。その後フィリピン社会福祉開発省(DSWD)大臣の署名を経て「ハウスペアレント研修規程」として国の制度となり、フィリピン全土にて展開されるようになったことは社会的にインパクトのある大きな成果となっている。 
2015年には株式会社リジョブが運営する「咲くらプロジェクト」とのパートナーシップでセラピストを養成する「癒しのチカラ」を開始する。
プロジェクト開始から8年間で600人以上が卒業しフィリピン政府認定の資格を取得している。横田は2023年6月に卒業生を雇用するためのスパ、Nurture Massage & Spaをマニラ首都圏のマラボン市で開業した。 
2023年には代表を務めるアクションがフィリピン政府の少年福祉法審議会の委員として選出される。少年福祉法審議会(Juvenile Justice welfare council: JJWC) とはフィリピンの12の省庁の局長及び次官などで構成され、少年福祉法に関わる制度設計や、新しいポリシーや方針を策定する場であり、日本国外が母体の団体の選出は初めてのことである。 

## メディア出演

### テレビ
- スナップ「アジアの友」 (2007年2月15日、テレビ東京)[25]
- 忘文 (2009年1月18日、フジテレビ)
- スーパーモーニング「お菓子の袋が変身？」(2011年11月5日、テレビ朝日)
- 街角情報局「エコミスモ」(2012年3月13日、NHKニュースおはよう日本)
- 国際報道2014 「路上の子ども達が大変身！奇跡のプロジェクト」(2014年10月15日、NHK BS1)
- ニュース 「フィリピンで日本の美容師がヘアカット」(2014年11月26日、NHK)
- Side by Side: Hope trough the power of scissors   (2018年2月14日、NHKワールドJAPAN)[26]
- ニュースシブ5時 特集 「アジアで奮闘！日本人の思い」 (2021年6月、NHK)[27]
- DayDay. 特別対談 山里亮太×横田宗（2024年2月22日、日本テレビ）

### 新聞
- 読売新聞「僕たちの手で国際交流」 (1994年6月29日)
- 朝日新聞「フィリピンにバスケのコートを！」 (1997年7月13日)
- 朝日新聞「手作り汗だくバスケのコート」 (1997年10月3日)
- 毎日新聞「フィリピンの孤児院に教会を」(1997年12月1日)
- 読売新聞「フィリピンの孤児院に教会を」 (1997年12月22日)
- 高校生新聞「噴火で被害の孤児院に支援」(1998年2月1日)
- 読売新聞「就職よりもボランティア」(1999年1月8日)
- 毎日新聞「世界のこどもの幸せ願い、就職やめ挑戦」 (1999年1月25日)
- マニラ新聞「アエタ族に果樹の森を」(1999年8月30日)
- 読売新聞「新しい風ＮＰＯ～比で４０人の孤児支援～」(2001年6月28日)
- 西日本新聞「パグミミハタモ」 (2001年9月2日)
- 毎日新聞「身近に感じるＮＰＯ活動」 (2003年5月17日)
- 読売新聞元日本兵情報「背景に貧しさ」(2005年6月14日)
- 東京新聞「フィリピンでの経験を活かした商店街活性化」(2006年6月10日)
- 読売新聞【人】アイディア満載 支援を広げる (2009年1月29日)
- 毎日新聞「地球市民賞にアクション」(2011年1月21日)
- 朝日新聞「窓」論説委員室から「進化するNGO」(2011年2月10日)
- 毎日新聞「２１世紀の１００人～人生の流れ見えてくる～」 (2011年11月16日)
- 日本経済新聞「無料カット、こどもに笑顔」 (2014年1月12日)[28]
- The Philippine STAR“TAKING ACTION” (2014年6月14日)[29]
- 朝日新聞「私たちの原点」(2016年7月30日)

### 雑誌等
- レスパスTOKYO Topics 「生活環境の向上を支援する行動派」(1999年12月号)
- 国際開発ジャーナル He Says「教室から広がる国際交流」(2003年9月号)
- 文溪堂　道徳と特別活動「今、君たちに伝えたいこと」(2008年9月号)
- Wedge特集「日本の100人の青年」(2011年5月号)
- ソトコト NO,153「ボランティア3.0」(2012年3月号)
- TOKYO FASHION EDGE 13号「ハサミノチカラ」
- 美容の経営プラン「ハサミノチカラとハサミノチカラアカデミー」(2014年1月号)
- TOWN＆COUNTRY Philippines “giving Love from Japan” (2014年8月号)
- BRUTUS　特集「世界で生き抜く、いくつかの知恵」(2014年10月15日号)
- GOOD HOUSE KEEPING Philippines “REAL LIFE” (2015年9月号)
- MY MAZDA 子どもたちの輝く未来を乗せて(2017年4-5月号)

## 受賞歴
- 1999年 中田厚仁基金褒章受章（個人）
- 2001年 公益財団法人社会貢献支援財団 日本財団賞 21世紀若者賞 受賞（個人）[30]
- 2010年 独立行政法人国際交流基金 地球市民賞受賞（団体）[1]
- 2013年 公益財団法人かめのり財団かめのり賞受賞（団体）[31]
- 2016年 フィリピン・社会福祉開発省 大臣賞「SALAMAT PO AWARD」受賞（団体）[32]
- 2019年 フィリピン・社会福祉開発省 「Most Outstanding Community based NGO Award 」受賞(中部ルソン地域）
- 2023年 フィリピン・社会福祉開発省 「GAWAD MAKABATA AWARD」受賞（中部ルソン地域） [33]
- 2023年 フィリピン・社会福祉開発省 大臣賞「優れた社会福祉開発団体賞」受賞　（全国10団体） [34]